# Nebridia manni
Nebridia manni är en spindelart som beskrevs av Bryant 1943. Nebridia manni ingår i släktet Nebridia och familjen hoppspindlar. Inga underarter finns listade i Catalogue of Life.